# Ludwig Keller (Politiker, 1888)
Ludwig Keller (* 21. Januar 1888 in Augsburg; † 5. Oktober 1950 in Berlin) war ein deutscher Politiker (SPD).
Ludwig Keller besuchte eine Volksschule und machte eine Lehre als Buchdrucker, in diesem Beruf arbeitete er auch. 1906 trat er dem Verband der Deutschen Buchdrucker und 1910 der SPD bei.
Nach dem Zweiten Weltkrieg wurde Keller 1945 Vorsitzender der SPD im Berliner Bezirk Kreuzberg und auch Vorsitzender der „Berliner Typographischen Gesellschaft“ (BTG). Da Georg Henschel zum Bezirksbürgermeister von Kreuzberg gewählt wurde, rückte Keller im Januar 1947 in die Stadtverordnetenversammlung von Groß-Berlin nach. Bei der folgenden Wahl 1948 wurde er wieder in das Parlament gewählt, starb aber während dieser Legislaturperiode. Daher rückte Alfred Pollak (1904–1988) in die Stadtverordnetenversammlung nach.